# 뉴스재팬
뉴스재팬(NewsJapan)은 일본에서 일어나는 사건, 사고와 신문 사설 등을 한국어로 보도하는 일본 뉴스 전문 인터넷 매체로서 2005년 10월에 창간됐다. 뉴스에 대한 팩트만을 확인해 전하고 객관적인 시각을 위해 일본의 좌·우익을 동시에 다루는 게 특징이다.
모체는 일본 비영리기구(NPO) 법인 앤서아시아(Answer Asia)로 한국인 박지일 대표는 일본 시민 단체 역사상 최초의 외국거주 외국인 설립자로 2006년 4월 일본 오사카에서 비영리 법인 허가를 받아냈다.
앤서아시아는 IT를 활용해 적극적으로 아시아의 공동체를 제안하는 대표적인 일본 NPO로 일본 사회에서 한국 거주자가 경험과 인맥을 활용해 시민운동을 한다는 독특함과 신선함으로 인정받고 있다.
박지일 대표의 활약으로 인해 연예, 문화의 분야를 뛰어넘어 사회운동에까지 한류가 불고있다는 평이다. 국가적 제약에서 자유로운 시민단체가 법제도나 기술을 능숙하게 활용해 국가를 넘어서 사회를 변화시키려 하는 흥미로운 사례로 여겨지고 있다. 사회 공익 사업에 이어 '아시아 공동 미디어'도 창간 예정이다.

## 참고 문헌
- 일본 좌 우익 논조 비교 사이트 눈길 - 오마이뉴스
- "일본시민사회 프런티어"[깨진 링크(과거 내용 찾기)] - 시민사회신문